# Ивашкявичюс, Кястутис
Кястутис Ивашкявичюс (лит. Kęstutis Ivaškevičius; 17 апреля 1985, Клайпеда, Литовская ССР, СССР) — литовский футболист, полузащитник . Выступал за национальную сборную Литвы.

## Биография

### Клубная карьера
Начал профессиональную карьеру в клубе «Атлантас» из его родного города Клайпеды в 2003 году. 14 августа 2003 года дебютировал в еврокубках в матче квалификации Кубка УЕФА против польской «Дискоболии» (2:0). По сумме двух матчей «Атлантас» уступил «Дискоболии» с общим счётом (1:6) и вылетел из турнира. Всего за клуб в чемпионате Литвы он провёл 31 матч.
Затем Ивашкявичюс перешёл в стан клуба «Каунас» из одноимённого города. В «Каунасе» ему не сразу удалось закрепится в основном составе. В 2004 вместе с командой стал чемпионом Литвы и обладателем Кубка Литвы, в следующем сезоне серебряным призёром чемпионата и также обладателем Кубка. За два года проведённых в «Каунасе» он сыграл 32 матча и забил 4 мяча в первенстве Литвы.
В 2005 году Ивашкявичюс несколько месяцев выступал на правах аренды за «Шилуте» и сыграл 16 матчей и забил 5 голов в чемпионате. Затем он вернулся в «Каунас». В 2006 вместе с командой стал победителем чемпионата Литвы и сыграл 30 матчей и забил 10 мячей.
Летом 2006 года перешёл на правах аренды в шотландский клуб «Харт оф Мидлотиан». Главным тренером команды тогда являлся бывший тренер «Каунаса» Валдас Иванаускас, а президентом литовский бизнесмен Владимир Романов. В команде в то время было много литовцев, в прошлом игроков «Каунаса», так как Романов также являлся владельцем обоих клубов. Всего за «Хартс» он выступал на протяжении двух лет и сыграл 26 матчей и забил 2 гола в чемпионате Шотландии.
В августе 2008 года Ивашкявичюс вернулся в «Каунас», так как права на него принадлежали литовскому клубу. За клуб в чемпионате Литвы Кястутис сыграл ещё в 9 матчах в которых забил 3 мяча.
Летом 2009 года перешёл в криворожский «Кривбасс». В Премьер-лиге Украины дебютировал 18 июля 2009 года в выездном матче против донецкого «Шахтёра» (3:0), Ивашкявичюс вышел на 27 минуте вместо Артура Силагайлиса. В первой половине сезона 2009/10 Кястутис часто играл за «Кривбасс», но после того как главным тренером стал Юрий Максимов, он выступал за дублирующий состав. Всего в чемпионате Украины он сыграл 13 матчей, в молодёжном первенстве провёл 10 матчей и забил 1 гол.
Летом 2010 года подписал трёхлетний контракт с израильским клубом «Бней Иегуда».

### Карьера в сборной
Выступал за юношескую сборную Литвы до 17 лет и провёл 2 матча в турнирах УЕФА. За сборную до 19 лет сыграл 6 матчей и забил 2 гола также в турнирах УЕФА. В составе молодёжной сборной до 21 года провёл 5 матчей в турнирах УЕФА.
С 2007 года выступает за национальную сборную Литвы.

## Достижения
- Чемпион Литвы (2): 2004, 2006
- Серебряный призёр чемпионата Литвы: 2005
- Обладатель Кубка Литвы (2): 2004, 2005